# Brug 192
Brug 192 is de aanduiding van twee genummerde bruggen in Amsterdam.

## Brug 192
De eerste versie van brug 192 was een houten voetbrug die lag in de Amsterdamse Houthavens. Zij werd omstreeks 1904 gelegd in het Verbindingskanaal (Dantzigerbocht) in de Amsterdamse Houthaven in het verlengde van de Gevleweg. Ze komt in 1913 nog voor op de onderhoudslijst van de Dienst der Publieke Werken. Er was destijds nauwelijks aandacht voor dit gebied, dat als industrieterrein buiten de stad lag. De brug verdween vermoedelijk rond 1930 toen het gebied flink op de schop ging. In het begin van de 21e eeuw werd de totale infrastructuur van de Houthavens weggevaagd; bijna alles werd gedempt om er een nieuwe woonwijk op te bouwen. 

## Tunnel 192
Het brugnummer is al lang vergeten wanneer diezelfde dienst een brugnummer nodig heeft voor een onderdeel van de Oostlijn van de Amsterdamse Metro. Het gaat daarbij om een gedeeltelijke tunnel. Deze moet dienen als nooduitgang van die Oostlijn (die hier geen metrostation heeft) bij de kruising Nieuwe Kerkstraat en Weesperstraat. Ten behoeve van de caissonlegging en de tunnel werd een deel van de westelijke gevelwand van de Weesperstraat gesloopt. Bij latere bebouwing bleef er een open ruimte. Twee trappen beginnende in de caissons sluiten aan op een centrale tunnelgang, die uitmondt boven straatniveau voor het gebouw Metropool van Arthur Staal aan de Weesperstraat. Aangezien het hier een nooduitgang betreft is alleen de uitgang te zien. In augustus 1974 werd de aanbesteding uitgeschreven.

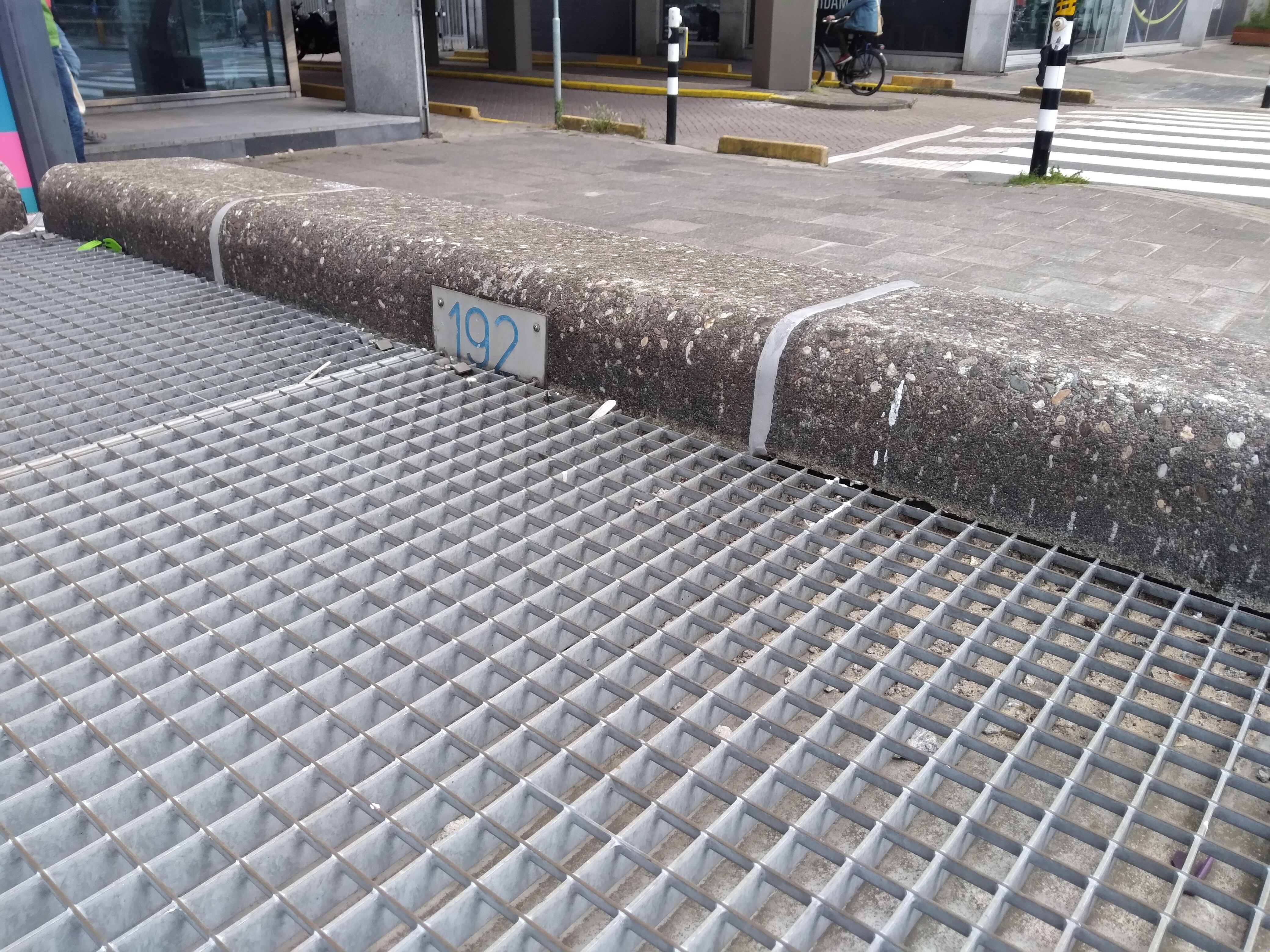
Brugnummerplaatje 192 (juli 2021)

<<< · 100 · 101 · 102 · 103 ·  105 · 106 · 107 · 108 · 109 ·  110 · 111 · 112 · 113 · 114 · 115 · 116 · 117 · 118 · 119 · 120 · 121 · 122 · 123 · 124 · 125 · 126 · 127 · 128 · 129 · 130 · 131 · 132 · 135 · 136 · 137 · 138 · 139 · 140 · 141 · 142 · 143 · 144 · 145 · 146 · 147 · 148 · 149 ·  150 · 151 · 152 · 155 · 156 · 159 · 160 · 161 · 162 · 163 · 164 · 165 · 166 · 167 · 168 · 169 ·  170 · 171 · 172 · 173 · 174 · 175 · 176 · 177 · 178 · 179 · 180 · 181 · 182 · 183 · 184 · 185 · 186 · 187 · 189 · 190 · 191 · 192 · 193 · 194 · 195 · 196 · 198 · 199 · >>>
Brugnummers 104, 133, 134, 153, 154, 157, 158, 188 en 197 zijn niet (meer) in gebruik.